# Thyroglutus frater
Thyroglutus frater är en mångfotingart som beskrevs av Carl. Thyroglutus frater ingår i släktet Thyroglutus och familjen Harpagophoridae. Inga underarter finns listade i Catalogue of Life.